# Rusava
Rusava – gmina w Czechach, w powiecie Kromieryż, w kraju zlińskim. Według danych z dnia 1 stycznia 2012 liczyła 618 mieszkańców.
Położona jest w dolinie rzeki o tej samej nazwie, w północno-zachodniej części Gór Hostyńskich.